# بیسبال در المپیک تابستانی ۲۰۰۰

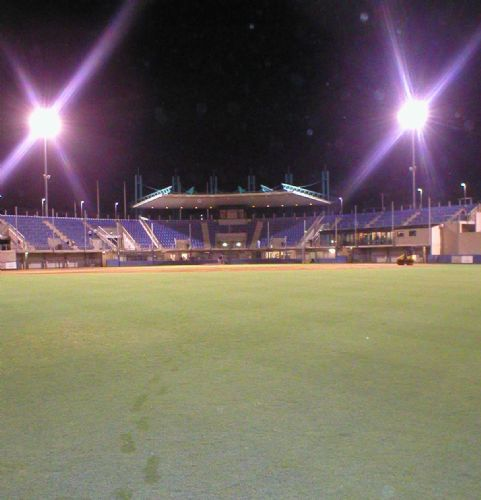
بیسبال در بازی‌های المپیک تابستانی ۲۰۰۰

بیسبال در بازی‌های المپیک تابستانی ۲۰۰۰ نام رویداد ورزش بیسبال در بازی‌های المپیک تابستانی بود که در سال ۲۰۰۰ برگزار شد.